# Barleria spinulosa
Barleria spinulosa är en akantusväxtart som beskrevs av Johann Friedrich Klotzsch. Barleria spinulosa ingår i släktet Barleria och familjen akantusväxter. Inga underarter finns listade i Catalogue of Life.